# Табакокурение в Индонезии

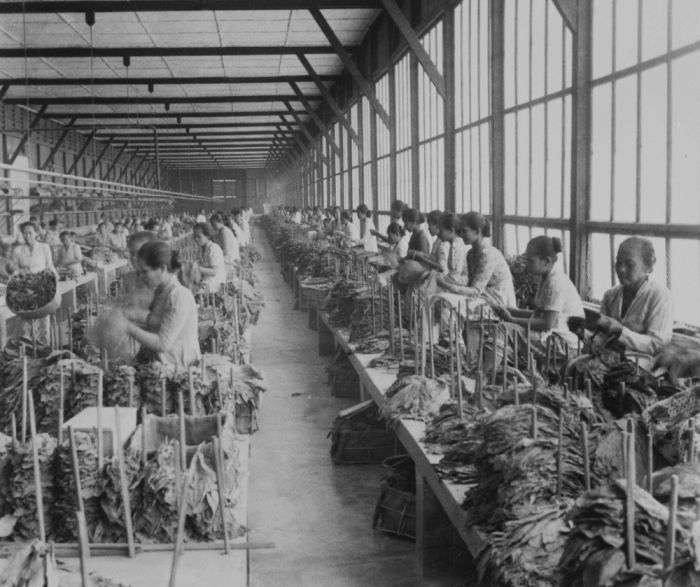
Табачная фабрика на Суматре

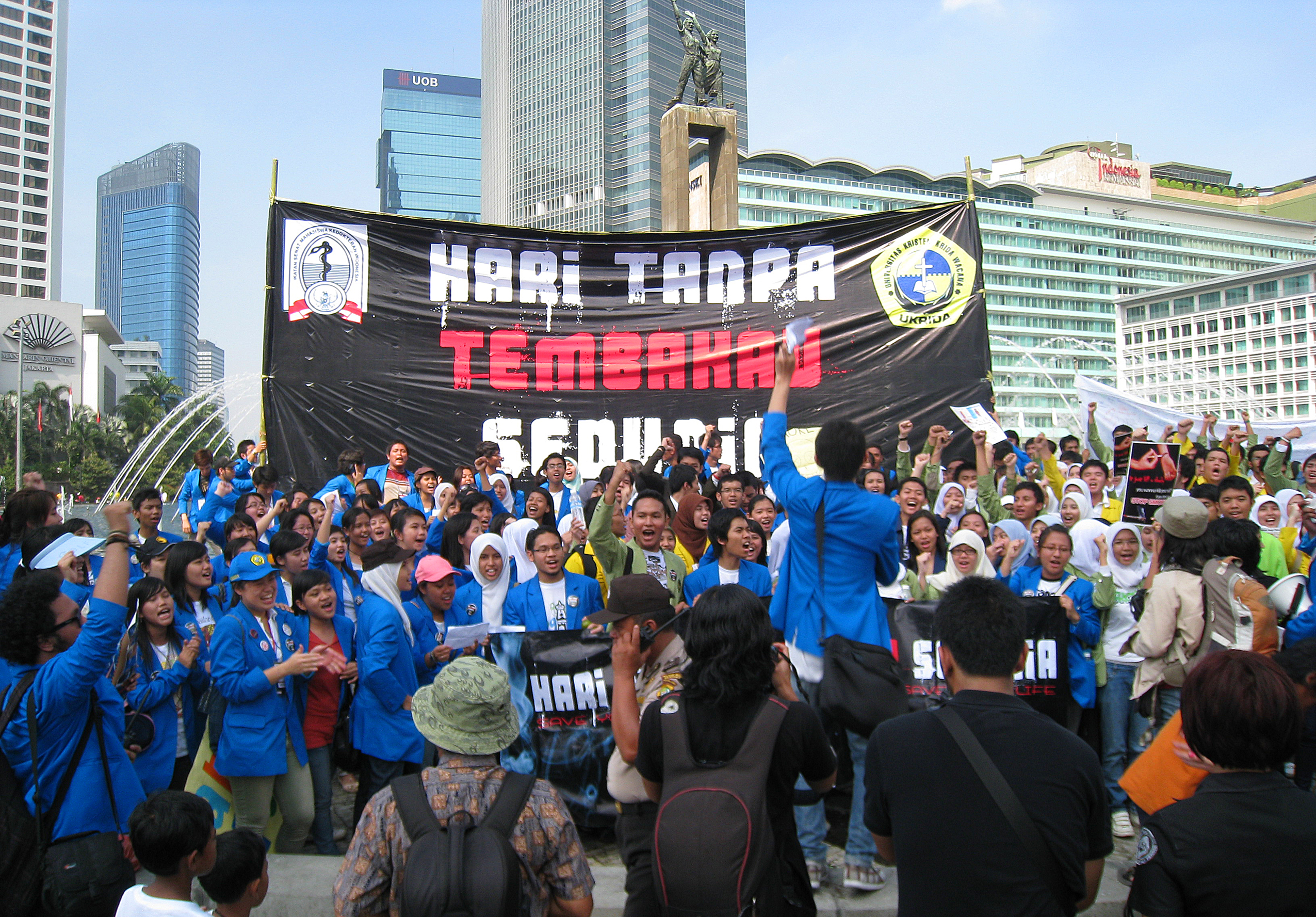
Антитабачный протест в Джакарте

Табакокурение в Индонезии является обычным явлением, так как в Индонезии около 57 миллионов курильщиков. Из индонезийцев 63 % мужчин и 5 % женщин сообщили, что они курят, в общей сложности это составляет 34 % населения. 88 % курильщиков Индонезии используют не табак в чистом виде, а его смесь с измельчёнными бутонами гвоздичного дерева — кретек. Производство этой смеси в стране ведётся в промышленных масштабах, в соответствующей отрасли заняты сотни тысяч человек. Индонезия является пятым по величине табачным рынком в мире, а в 2008 году в стране было продано более 165 миллиардов сигарет. Крупнейшими табачными компаниями, доминирующими на рынке в Индонезии, являются: Gudang Garam, HM Sampoerna (Philip Morris International), Djarum, Bentoel Group (British American Tobacco), Wismilak Group, и Nojorono Tobacco International. Согласно данным ВОЗ, Индонезия занимает третье место в мире по общему количеству курильщиков.

## Детское курение
По словам официального представителя специальной комиссии, созданной для защиты прав детей (KPAI) и выработки правил, запрещающих детям увлекаться курением, «на карту поставлено будущее 80 миллионов индонезийских детей, поскольку производители сигарет намеренно привлекали детей в свой будущий рынок через массовую телевизионную рекламу и спонсорство в мероприятиях, в которых больше всего участвуют подростки».
По сообщениям, более 30 % индонезийских детей курят сигареты до 10 лет.
В 2003 году реклама и продвижение сигарет в Индонезии оценивались в 250 миллионов долларов. Это, таким образом, один из самых значительных центров производства табака в мире. Курение кретека считается «укоренившейся частью индонезийской культуры».

## Кретек

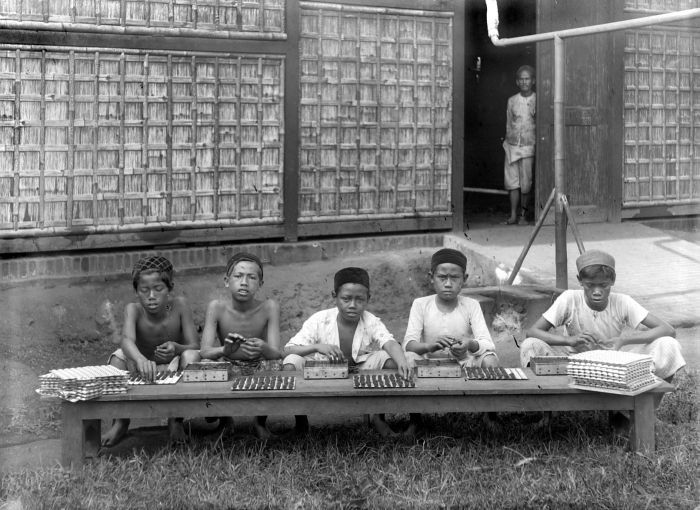
Детский труд в производстве кретека в эпоху голландской Ост-Индии

Кретек — смесь табака, гвоздики и, часто, других ароматических добавок — получила распространение на Яве по крайней мере с конца XIX века. Изначально она изготовлялась надомным образом и заворачивалась, как правило, в сухую шелуху кукурузных початков. Считается, что промышленная набивка кретека в сигареты была впервые освоена предпринимателем из центральнояванского города Кудус по имени Нитисемито из Кудуса на рубеже XIX и XX веков. Основанный им завод по производству сигарет с кретеком, выпускавшихся под брендом «Бал Тига» («Три мяча»), на долгое время стал одним из основных промышленных предприятий Кудуса. Нитисемито популяризировал свой бренд сигарет через согласованную кампанию в средствах массовой информации, даже создав для этого свою собственную радиостанцию. При этом курение кретека популяризировалось как средство от астмы. Позднее в Индонезии кретек стал производиться в общенациональном масштабе под десятками брендов. Например, только под маркой «Гуданг Гарам» в 1980-е годы было выпущено около 40 миллиардов сигарет. Другие предприятия, конкурирующие с этим брендом, пытались дискредитировать бренд, приписывая использование каннабиса в дополнение к гвоздике и табаку.
Кретек очень популярен в сельской местности, так как этот тип сигарет дёшев. Известно, что кретек медленно горит. Курение сигарет в значительной степени заменило пережёвывание бетеля.
У сигарет с кретеком есть вредные последствия, поскольку они содержат высокую концентрацию смолы и никотина, почти в четыре раза больше, чем обычные сигареты. Некоторые страны запретили продавать этот тип сигарет. Другим вредным веществом является масло гвоздики, используемое для изготовления кретека, которое пагубно для лёгких. В 2000 году Департамент здравоохранения Индонезии сообщил о том, что 200 000 человек страдают от рака каждый год, но точное отношение вещества к курению не оценивалось. Из-за популярности кретека 5 % национального дохода приходится на этот источник. Индонезия также регистрирует самый высокий рост производства сигарет в мире, на который приходится 4 % мирового потребления.
Хотя курение сигарет снижается во всём мире, в Индонезии индустрия продолжает процветать. Филлип Моррис основал фабрику по производству сигарет с кретеком в Индонезии в 2008 году. Более 50 лет Djarum является ещё одним известным международным производителем кретека. Наиболее известным продуктом Djarum являются Djarum Super, Djarum Bali Hai и Djarum Black.
Первоначально кретек был привычкой низших слоёв общества. Однако теперь он стал очень популярным среди «среднего класса и интеллигенции», в той мере, в какой он стал знаком индонезийского происхождения.
Сигареты с кретеком часто бывают более тонкие, чем обычные сигареты King Size, что придаёт им более современный вид.

## Вредные эффекты и регулирование
Курение табака в Индонезии забирает 300 000 жизней каждый год. Освобождение от налогов в стране стимулирует производителей активнее рекламировать продажу сигарет по сравнению с другими странами региона, несмотря на то, что Всемирный банк предлагает более высокие ставки налогов. В результате производители табака практически бесплатно размещают рекламные объявления о сигаретах. Все эти факторы, а также низкая стоимость, способствовали широкому распространению курения сигарет в стране среди людей всех возрастов. Настолько, что даже двухлетний ребёнок (Арди Ризал) привык курить две пачки сигарет в день в своей рыбацкой деревушке, где каждый курит. Сообщалось, что отец ребёнка вовлёк его в эту привычку в возрасте 18 месяцев. Тем не менее, сообщения в прессе показывают, что ребёнок был излечен от пагубной привычки, после того как его оставили в другом окружении под опекой психолога, и в результате ребёнок отказался от курения. Правительство Индонезии сейчас рассматривает введение правил, запрещающих рекламу сигарет, курение в общественных местах и продажу сигарет детям.